# 조우 (조위)
연왕 조우(燕王 曹宇, ? ~ 278년?)는 중국 후한 말 ~ 삼국시대 위나라의 왕족이자 장군이며, 자는 팽조(彭祖)이다.

## 행적
211년 도향후(都鄉侯)에 봉작됐고 218년 노양후(魯陽侯)로 작위가 변경되었다. 221년 둘째 형 조비가 황제가 되면서 공작으로 승진하여 도향공이 되었다. 222년 조비에 의해 왕으로 봉해져 비왕(邳王)이 됐다. 224년에는 단보현왕(單父縣王)에 봉해졌다.
232년 연왕(燕王)에 봉해졌다. 그는 조카인 위 명제가 즉위한 뒤에도 그의 특별 총애를 받아 항상 가까이 하였고, 다른 제후왕들이 살해당하거나 탄압받을 때 위기를 넘겼다. 237년 12월 위 명제가 병중일 때 낙양으로 돌아와 입조하였고 대장군에 임명되어 후사를 부탁받는다. 그러나 이를 완고히 사양했고, 유방과 손자가 강력히 반대하였으므로 명제도 뜻이 바뀌어 대장군직에서 면직됐다. 이후 대장군직은 대장군 조진의 장남 조상에게 넘어갔다.
조비의 혈통이 끊어지면서 아들 조황(曹璜)이 조카뻘 되는 고귀향공(高貴鄕公)의 뒤를 이어 위나라 황제를 승계했다. 265년 위나라가 망하고 진나라가 건국되자 연공으로 강등되었다. 시호는 미상이다.

## 친척 관계
- 조조 (아버지)
- 환부인 (어머니)
  - 조충
  - 조거 (曹據)
  - 조우
  - 장씨 (부인, 장로의 딸)
    - 조환

| 전임 사마의 | 조위의 대장군 235년 ~ 236년 | 후임 조상 |

## 같이 보기
- 삼국지 인물 목록